# Wassererlebnisspielplatz Bruchhausen-Vilsen

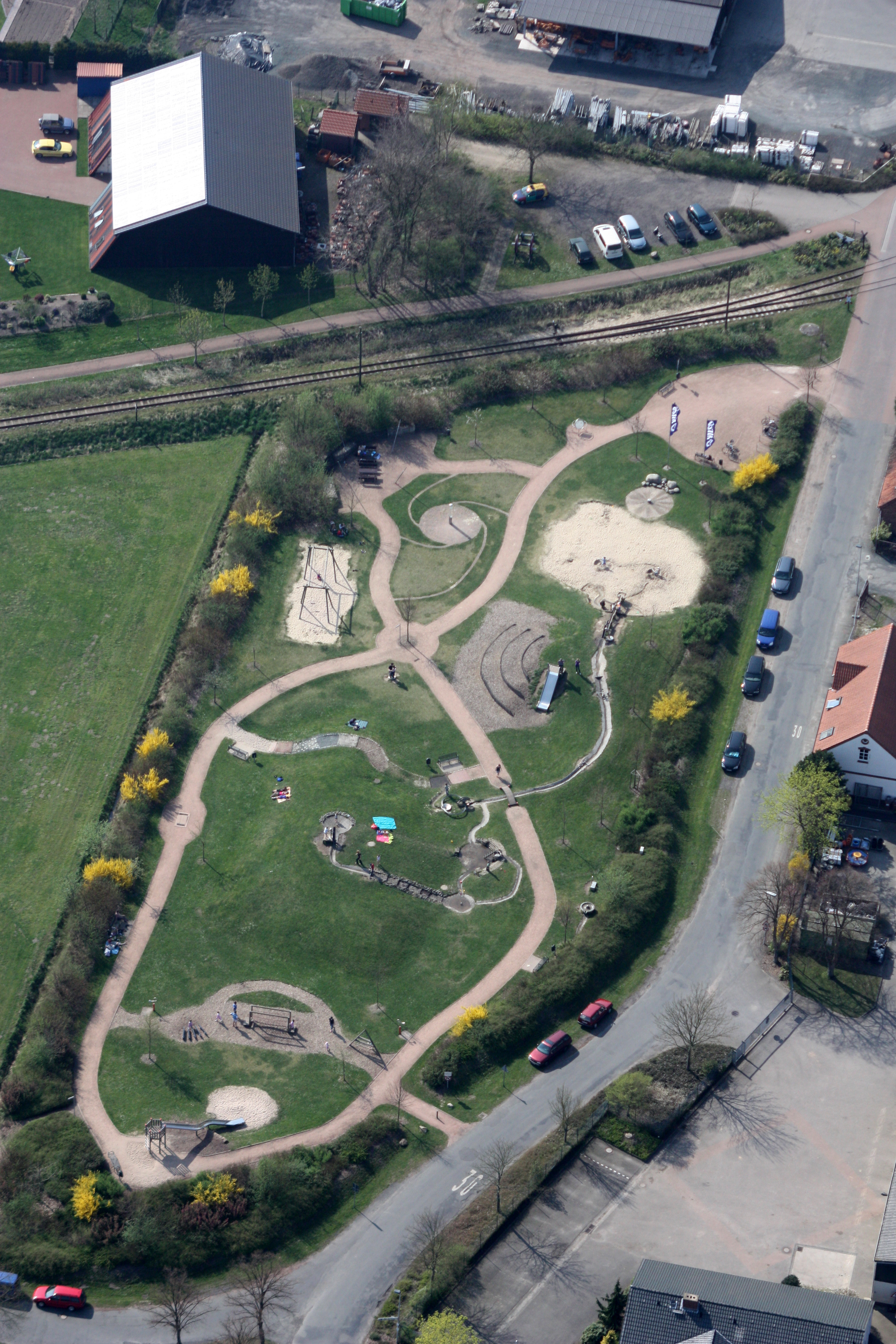
Luftbild des Wasserspielplatzes (2010)

Der Wassererlebnisspielplatz Bruchhausen-Vilsen ist ein Wasserspielplatz im Flecken Bruchhausen-Vilsen im niedersächsischen Landkreis Diepholz.

## Beschreibung
Der etwa 120 Meter lange und maximal 50 Meter breite Spielplatz liegt an der Straße „Am Gaswerk“. Unmittelbar südlich befindet sich der „Wohnmobilstellplatz Bruchhausen-Vilsen“.
Auf dem Spielplatz befinden sich diese Wasser-Spielgeräte: Archimedische Schraube und Schöpfrad, Wassertreppe, Schaufelrad und unterirdischer Fluss, Fontänenhüpfer und Wasserstrahl, Pumpe und Wasserwaage. Darüber hinaus sind Rufsäulen, ein Klangspiel, ein Sand-/Matschbagger, ein rollstuhlgeeignetes Trampolin, eine Eisenbahn mit Waggons, Schaukel, Rutschen etc. vorhanden.